# Krzysztof Kulpiński
Krzysztof Kulpiński pseudonim sceniczny Qlpa (ur. 1967) – artysta kabaretowy. 

## Życiorys
Autor tekstów piosenek, tekstów satyrycznych, kompozytor, aktor, scenarzysta, reżyser, współzałożyciel kabaretu Afera (1994) oraz kabaretu Stado Umtata (2003), gdzie występuje wraz z Agatą Biłas.
Jest twórcą tekstów słuchowisk i audycji radiowych (m.in. „Bajki O Dzielnych Rycerzach”, „Życie stało się prostsze”, „Wszystko, co najlepsze”) w radiu Afera oraz współzałożycielem Legendarnej Formacji Muzycznej Biuro Organizacyjne. W 2018 roku wraz z Markiem Iwańczukiem założył rockową grupę ALtCEE (2018),